# Edina Gallovits-Hall
Klaudia Edina Gallovits-Hall (* 10. Dezember 1984 in Timișoara, Sozialistische Republik Rumänien) ist eine ehemalige rumänische Tennisspielerin. Sie spielte ab April 2015 für die Vereinigten Staaten.

## Karriere
Im Alter von vier Jahren begann Edina Gallovits mit dem Tennisspielen. Ihr bevorzugter Belag war der Sandplatz.
Im Juni 2007 erreichte sie das Finale der Barcelona KIA, nachdem sie in den Runden zuvor Virginia Ruano Pascual, Lourdes Domínguez Lino, Kaia Kanepi und Virginie Razzano besiegt hatte. Sie verlor das Endspiel gegen Meghann Shaughnessy mit 3:6, 2:6. Der erste Sieg auf der WTA Tour gelang ihr im Jahr 2010. Bei der Copa Sony Ericsson Colsanitas in Bogotá gewann sie mit ihrer Doppelpartnerin Gisela Dulko das Endspiel gegen Olha Sawtschuk und Nastassja Jakimawa mit 6:2, 7:66. Am 20. Februar 2011 gewann sie ihren dritten WTA-Doppeltitel. In Bogotá besiegte sie an der Seite von Anabel Medina Garrigues diesmal Sharon Fichman und Laura Pous Tió mit 2:6, 7:66 und [11:9].
Von ihrem Ausscheiden 2013 bei den Australian Open bis August 2014 war sie aufgrund anhaltender Verletzungsprobleme nicht mehr angetreten. Im November 2014, nach über drei Jahren ohne Titelgewinn, entschied sie ein weiteres ITF-Turnier für sich. Ab April 2015 spielt sie für die USA. Für die rumänische Fed-Cup-Mannschaft hatte sie in insgesamt 12 Partien vier Siege beigesteuert.
Ihr letztes Match auf der Damentour spielte sie 2015 in der Qualifikation für die US Open.

## Persönliches
Im November 2010 heiratete Gallovits ihren US-amerikanischen Manager und damaligen Trainer Bryce Hall.

## Turniersiege

### Einzel
| Nr. | Datum             | Turnier              | Kategorie   | Belag     | Finalgegnerin          | Ergebnis        |
| --- | ----------------- | -------------------- | ----------- | --------- | ---------------------- | --------------- |
| 1.  | 6. August 2000    | Bukarest             | ITF $10.000 | Sand      | Raluca Ciochină        | 6:3, 6:3        |
| 2.  | 15. April 2001    | Cavtat               | ITF $10.000 | Sand      | Daniela Salomon        | 6:0, 6:0        |
| 3.  | 21. April 2002    | Hvar                 | ITF $10.000 | Sand      | Sandra Klemenschits    | 6:2, 6:1        |
| 4.  | 12. Mai 2002      | Szeged               | ITF $10.000 | Sand      | Daniela Casanova       | 6:3, 6:0        |
| 5.  | 16. Juni 2002     | Grado                | ITF $25.000 | Sand      | Bahia Mouhtassine      | 6:3, 6:3        |
| 6.  | 5. Oktober 2003   | Greenville           | ITF $25.000 | Sand      | Kristen Schlukebir     | 6:0, 6:4        |
| 7.  | 10. April 2005    | Tunica Resorts       | ITF $25.000 | Sand      | Varvara Lepchenko      | 6:3, 4:6, 6:3   |
| 8.  | 1. Mai 2005       | Lafayette            | ITF $50.000 | Sand      | Olha Lazartschuk       | 6:2, 7:66       |
| 9.  | 14. Mai 2006      | Indian Harbour Beach | ITF $50.000 | Sand      | Rossana de los Ríos    | 3:6, 7:65, 7:60 |
| 10. | 29. Oktober 2006  | Augusta              | ITF $25.000 | Hartplatz | Jekaterina Afinogenowa | 6:0, 6:2        |
| 11. | 8. April 2007     | Pelham               | ITF $25.000 | Sand      | Gréta Arn              | 6:3, 7:5        |
| 12. | 6. Mai 2007       | Charlottesville      | ITF $50.000 | Sand      | Angelika Bachmann      | 6:3, 6:3        |
| 13. | 9. November 2008  | Auburn               | ITF $50.000 | Hartplatz | Julie Ditty            | 6:0, 6:77, 7:5  |
| 14. | 16. November 2008 | San Diego            | ITF $50.000 | Hartplatz | Julie Ditty            | 4:6, 6:3, 6:2   |
| 15. | 4. April 2010     | Pelham               | ITF $25.000 | Sand      | Ajla Tomljanović       | 6:2, 6:0        |
| 16. | 25. April 2010    | Dothan               | ITF $50.000 | Sand      | Nastassja Jakimawa     | 6:1, 6:4        |
| 17. | 9. Mai 2010       | Indian Harbour Beach | ITF $50.000 | Sand      | Shelby Rogers          | 2:6, 6:3, 6:4   |
| 18. | 3. Juli 2011      | Toruń                | ITF $50.000 | Sand      | Stéphanie Foretz Gacon | 6:4, 6:3        |
| 19. | 9. November 2014  | Captiva Island       | ITF $50.000 | Hartplatz | Petra Martić           | 6:2, 6:2        |

### Doppel
| Nr. | Datum              | Turnier              | Kategorie         | Belag     | Partnerin               | Finalgegnerinnen                                   | Ergebnis          |
| --- | ------------------ | -------------------- | ----------------- | --------- | ----------------------- | -------------------------------------------------- | ----------------- |
| 1.  | 6. August 2000     | Bukarest             | ITF $10.000       | Sand      | Liana-Gabriela Ungur    | Zuzana Kučová Dominika Luzarová                    | 7:5, 4:0 Aufgabe  |
| 2.  | 9. Juni 2002       | Galatina             | ITF $25.000       | Sand      | Andreea Ehritt-Vanc     | Bahia Mouhtassine Sylvia Plischke                  | 6:3, 6:2          |
| 3.  | 29. September 2002 | Lecce                | ITF $25.000       | Sand      | Andreea Ehritt-Vanc     | Rosa María Andrés Elisa Balsamo                    | 6:75, 6:3, 6:3    |
| 4.  | 4. Mai 2003        | Maglie               | ITF $25.000       | Sand      | Delia Sescioreanu       | Nuria Llagostera Vives María José Martínez Sánchez | 6:4, 4:6, 6:3     |
| 5.  | 11. Juli 2004      | Cuneo                | ITF $50.000       | Sand      | Zsófia Gubacsi          | Eva Hrdinová Sandra Záhlavová                      | 7:5, 6:3          |
| 6.  | 8. August 2004     | Louisville           | ITF $50.000       | Hartplatz | Julie Ditty             | Claire Curran Natalie Grandin                      | 1:6, 6:4, 6:2     |
| 7.  | 14. Mai 2006       | Indian Harbour Beach | ITF $50.000       | Sand      | Jessica Kirkland        | Maria Fernanda Alves Marie-Ève Pelletier           | 6:3, 6:2          |
| 8.  | 4. Februar 2007    | Palm Desert          | ITF $25.000       | Hartplatz | Julie Ditty             | Natalie Grandin Raquel Kops-Jones                  | 6:2, 6:1          |
| 9.  | 14. Februar 2010   | Cali                 | ITF $75.000       | Sand      | Polona Hercog           | Estrella Cabeza Candela Laura Pous Tió             | 3:6, 6:3, [10:8]  |
| 10. | 21. Februar 2010   | Bogotá               | WTA International | Sand      | Gisela Dulko            | Olha Sawtschuk Nastassja Jakimawa                  | 6:2, 7:66         |
| 11. | 19. September 2010 | Guangzhou            | WTA International | Hartplatz | Sania Mirza             | Han Xinyun Liu Wanting                             | 7:5, 6:3          |
| 12. | 20. Februar 2011   | Bogotá               | WTA International | Sand      | Anabel Medina Garrigues | Sharon Fichman Laura Pous Tió                      | 2:6, 7:66, [11:9] |

## Abschneiden bei Grand-Slam-Turnieren

### Einzel
| Turnier         | 2003 | 2004 | 2005 | 2006 | 2007 | 2008 | 2009 | 2010 | 2011 | 2012 | 2013 | 2014 | 2015 | Karriere |
| --------------- | ---- | ---- | ---- | ---- | ---- | ---- | ---- | ---- | ---- | ---- | ---- | ---- | ---- | -------- |
| Australian Open | —    | —    | Q2   | Q1   | 1    | 2    | 2    | 1    | 1    | —    | 1    | —    | —    | 2        |
| French Open     | 1    | Q3   | Q2   | Q3   | 2    | 1    | 1    | Q2   | 2    | 1    | —    | —    | —    | 2        |
| Wimbledon       | —    | 1    | Q2   | Q2   | 1    | 2    | 1    | 2    | Q2   | 1    | —    | —    | 1    | 2        |
| US Open         | Q1   | Q1   | Q3   | Q1   | 1    | 1    | 1    | 1    | Q3   | 2    | —    | —    | Q1   | 2        |

Zeichenerklärung: S = Turniersieg; F, HF, VF, AF = Einzug ins Finale / Halbfinale / Viertelfinale / Achtelfinale; 1, 2, 3 = Ausscheiden in der 1. / 2. / 3. Hauptrunde; Q1, Q2, Q3 = Ausscheiden in der 1. / 2. / 3. Runde der Qualifikation; n. a. = nicht ausgetragen

### Doppel
| Turnier         | 2005 | 2006 | 2007 | 2008 | 2009 | 2010 | 2011 | 2012 | Karriere |
| --------------- | ---- | ---- | ---- | ---- | ---- | ---- | ---- | ---- | -------- |
| Australian Open | —    | —    | —    | 1    | 2    | 1    | 1    | —    | 2        |
| French Open     | —    | —    | —    | 2    | 1    | 2    | 1    | AF   | AF       |
| Wimbledon       | 1    | —    | —    | 1    | 1    | 1    | —    | —    | 1        |
| US Open         | —    | —    | 1    | —    | 2    | 2    | 1    | —    | 2        |